# دو فیلم با یک بلیط
دو فیلم با یک بلیط فیلمی به کارگردانی و نویسندگی داریوش فرهنگ و تهیه‌کنندگی غلامرضا معیری ساخته سال ۱۳۶۹ است. این فیلم در ۲۳ مرداد ۱۳۷۰ بر روی پرده سینما رفت.

## خلاصه فیلم
یک کارگردان سینما بعد از سال‌ها از آمریکا به ایران برگشته تا نخستین فیلم خود را بسازد. هنرپیشه اول مرد فیلم بر اثر سانحه‌ای نمی‌تواند به کارش ادامه دهد. فیلم باید به موقع به جشنواره برسد و کارگردان بعد از جستجوی بسیار، فروشنده دوره گردی را پیدا می‌کند که شباهت زیادی به هنرپیشه فیلم دارد. کارگردان تصمیم می‌گیرد از وجود فروشنده دوره گرد در فیلم استفاده کند. از سوی دیگر هنرپیشه اول زن درگیر مسائل خانوادگی است و قصد سفر به آمریکا را دارد.

## جشنواره‌ها
- برنده سیمرغ بلورین بهترین نقش اول مرد (مهدی هاشمی) در نهمین دوره جشنواره فیلم فجر - ۱۳۶۹
- برنده دیپلم افتخار بهترین فیلم (غلامرضا معیری) در نهمین دوره جشنواره فیلم فجر - ۱۳۶۹
- برنده جایزه ویژه هیأت داوران بهترین فیلم (مرکز خدمات سینمایی صنایع فیلم ایران) در نهمین دوره جشنواره فیلم فجر (بخش مسابقه فیلم‌های اول و دوم) - ۱۳۶۹
- برنده جایزه ویژه هیأت داوران بهترین فیلم (غلامرضا معیری) در نهمین دوره جشنواره فیلم فجر (بخش مسابقه فیلم‌های اول و دوم) - ۱۳۶۹